# Lake-Nakuru-Nationalpark
Der Lake-Nakuru-Nationalpark liegt bei Nakuru um den Nakurusee in Kenia, etwa 160 km nordwestlich der Hauptstadt Nairobi. Er wird jährlich von etwa 200.000 Besuchern und Touristen aufgesucht und hat damit die zweitgrößte Anzahl an Besuchern hinter der Masai Mara.

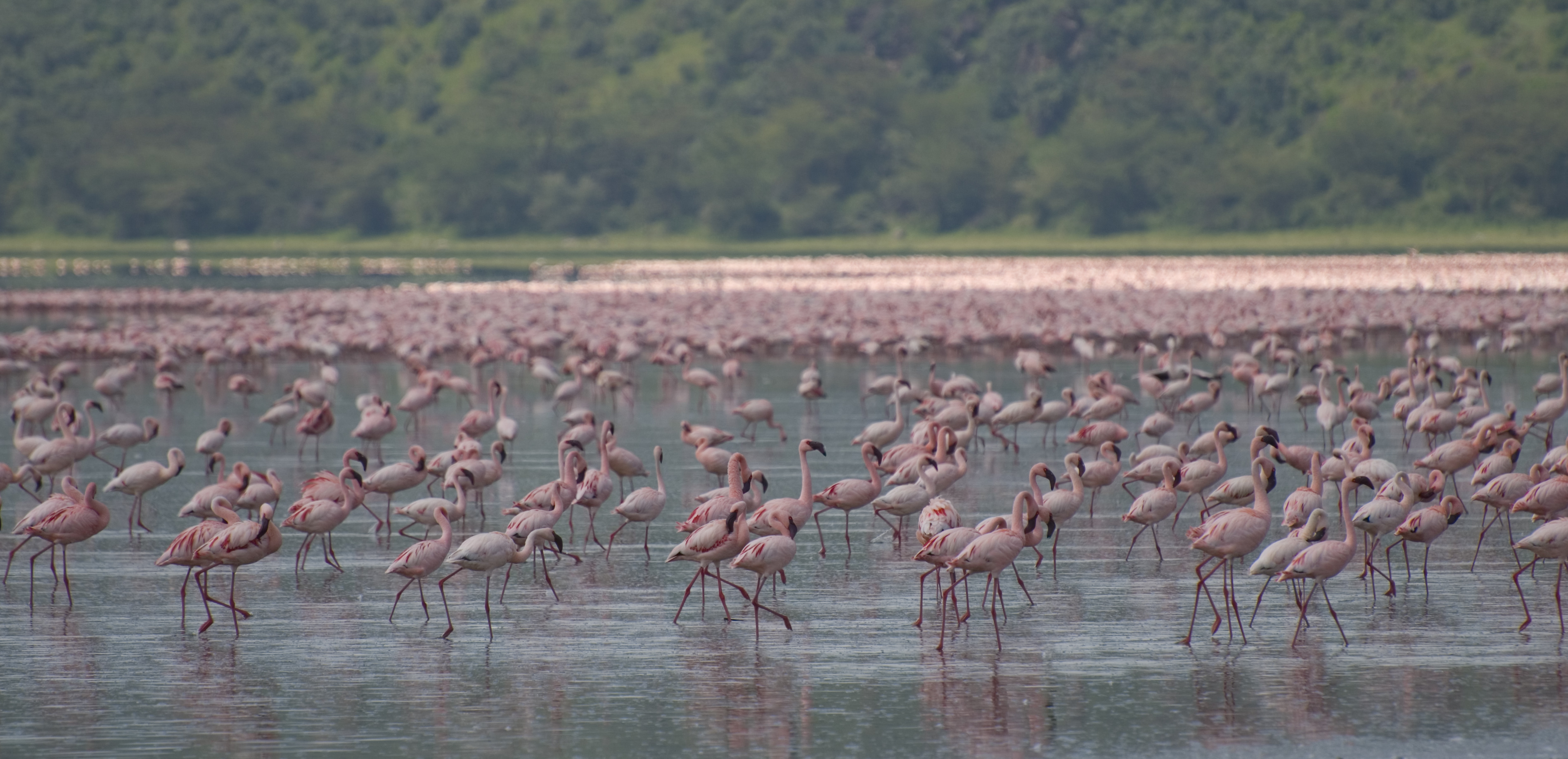
Flamingos im Nakurusee

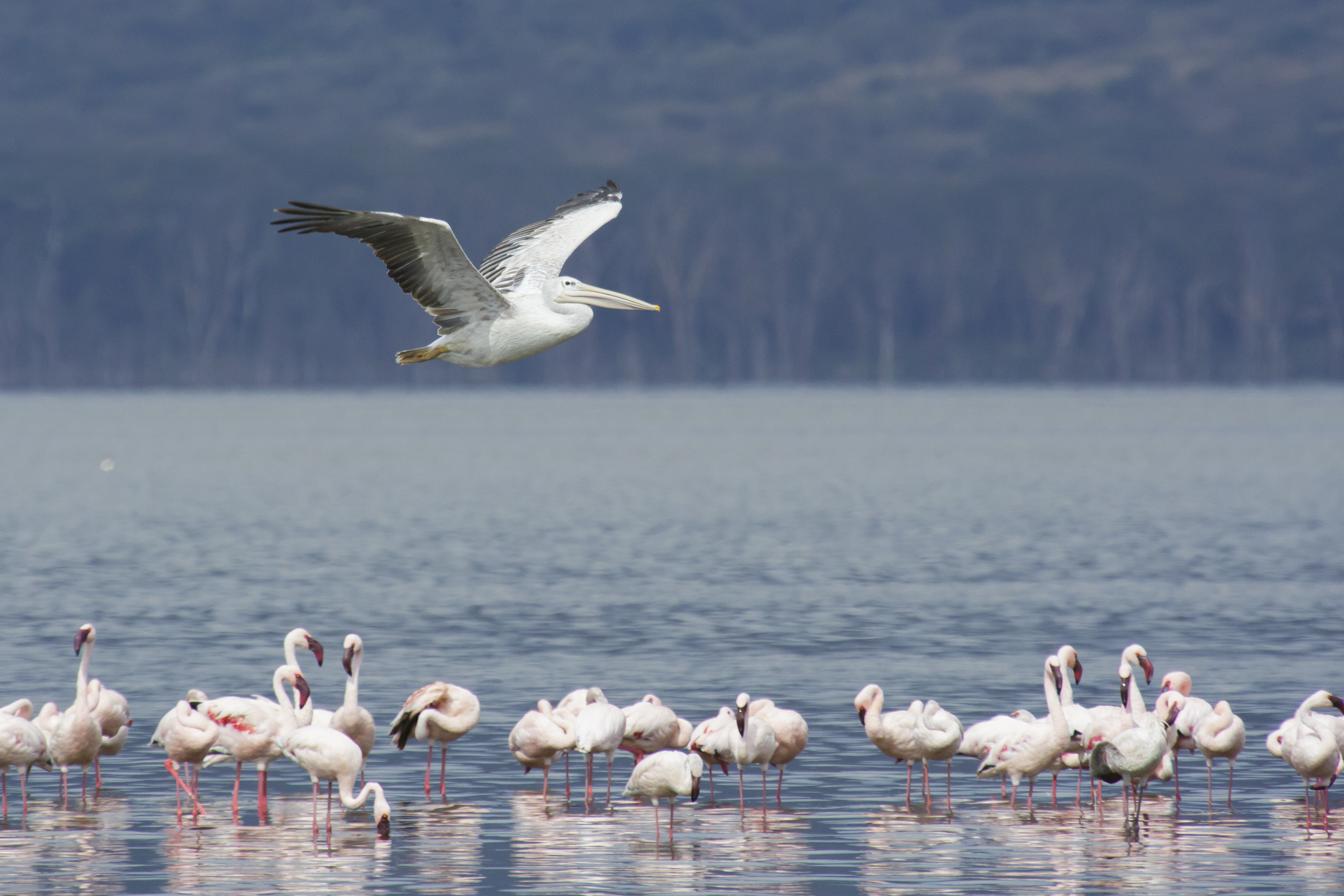
Flamingos und Pelecanus onocrotalus im Nukurusee

Das einmalige Naturschauspiel der etwa zwei Millionen Flamingos machte es schon früh nötig, die Tiere zu schützen. In einem ersten Schritt erklärte noch die Kolonialregierung 1961 die südlichen zwei Drittel des heutigen Parks zu einem Vogelschutzgebiet. 1967 wurde der Park unter der neuen schwarzafrikanischen Regierung der erste Vogelschutz-Nationalpark in ganz Afrika. 1969 wurde der Park auf den ganzen See und das Umland ausgedehnt und hat sich seitdem auf jetzt 188 km² vergrößert. 450 Vogelarten, davon 90 Wasservögel, sind festgehalten worden. Über 50 Säugetierarten (Antilopen, Wasserböcke, Affen, Büffel, Giraffen) und Schlangen sind hier registriert, und man kann sogar Löwen sehen. Elefanten hat der Park keine, dazu ist er zu klein. Am Ostufer des Sees wächst der größte reine Baum-Euphorbienwald (Euphorbia candelabrum) in Afrika. Die Baboon-Cliffs (Pavianfelsen) am südwestlichen Rand bieten dem Besucher einen grandiosen Überblick über den ganzen See und die Szenerie der Flamingo-Kolonien. Diese Baboon Cliffs gehören zu den wenigen Stellen, an denen man gefahrlos das Auto verlassen kann und darf. Für gewöhnlich halten sich hier Paviane, englisch baboons, auf.
Nähert man sich dem See, dann riecht und hört man die Vögel mit ihrem lauten Dauergeklapper. Sehr gut kann man in der Brutzeit auch die Flamingonester mit den Eiern oder Küken sehen.

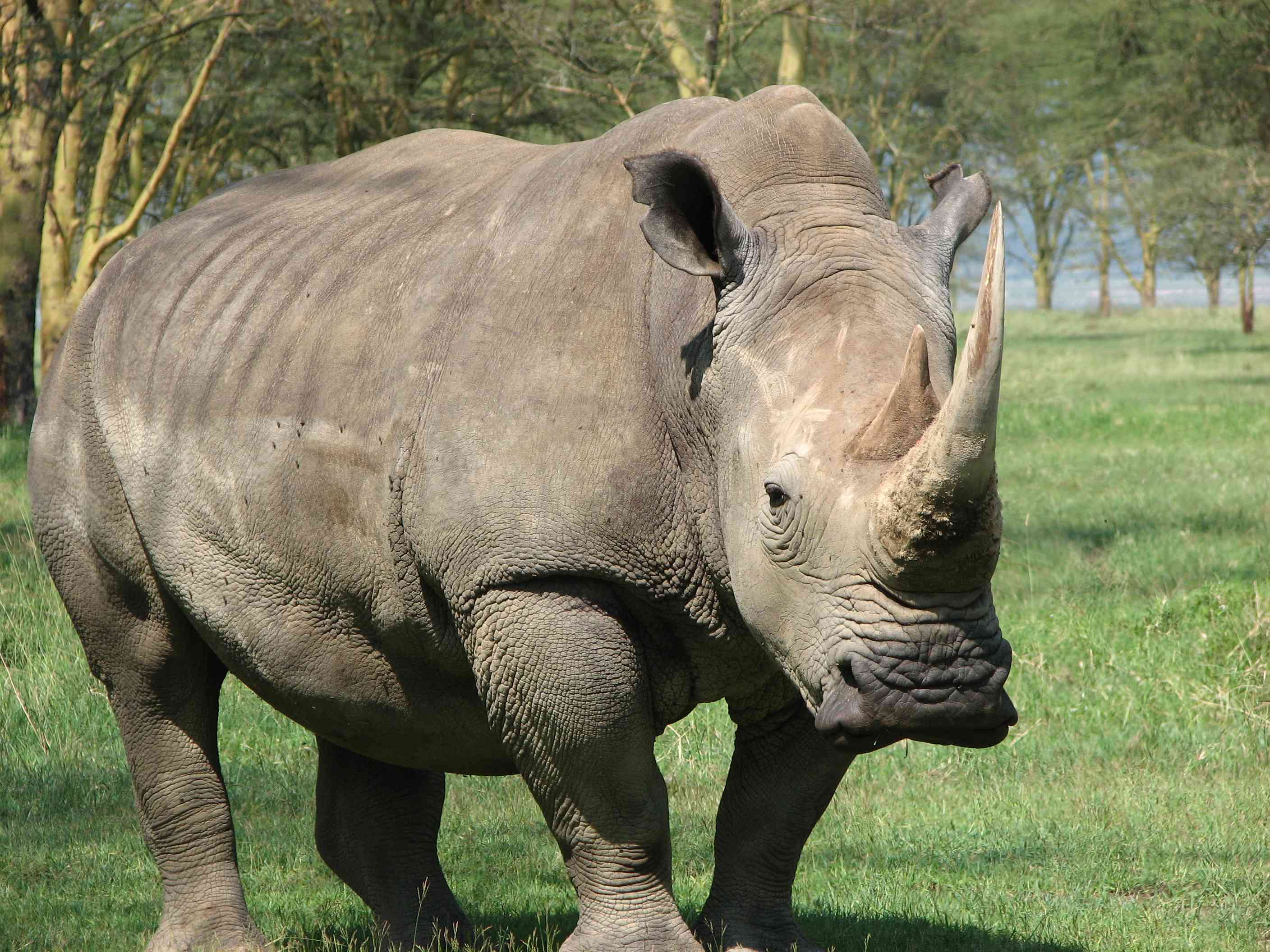
Breitmaulnashorn im Nakuru Nationalpark

Der Nationalpark ist auch ein Nashorn-Schutzgebiet mit einer Population von mehr als 60 Spitz- und Breitmaulnashörnern, die aus allen Teilen Kenias hierher gebracht wurden und von 14 Rangern (Wildhütern) rund um die Uhr geschützt werden. Die beiden Nashornarten kann man schon von weitem leicht unterscheiden: Spitzmaulnashörner (Black rhino) tragen den Kopf hoch und zupfen mit ihren spitzen Lippen Blätter von Büschen und kleinen Bäumen. Breitmaulnashörner (White rhino) fressen mit gesenktem Kopf und ihren weiten Mäulern ausschließlich Gras. „White“ hat also nichts mit der Farbe zu tun, sondern ist eine englische Sprachumdeutung von „wide“ = weit oder breit.
1977 brachte man einige der sehr seltenen und gefährdeten Rothschildgiraffen hierher, die sich so kräftig auf 70 Exemplare vermehrt haben, dass sie schon wieder bis nach Uganda hin ausgewildert werden konnten, wo sie durch den Bürgerkrieg vom Aussterben bedroht waren.